# Communauté de communes du pays de Sault (Aude)
Pour la structure intercommunale homonyme du Vaucluse, voir Communauté de communes du pays de Sault (Vaucluse).
 (décembre 2016).
Si vous disposez d'ouvrages ou d'articles de référence ou si vous connaissez des sites web de qualité traitant du thème abordé ici, merci de compléter l'article en donnant les références utiles à sa vérifiabilité et en les liant à la section « Notes et références ».
La communauté de communes du pays de Sault est une ancienne communauté de communes française, située dans le département de l’Aude et la région Languedoc-Roussillon. Dissoute le 31 décembre 2013, son territoire a été intégré dans la nouvelle communauté de communes des Pyrénées Audoises.

## Composition
Elle regroupait 17 communes :
| Nom                 | Code Insee | Gentilé        | Superficie (km2) | Population (dernière pop. légale) | Densité (hab./km2) |
| ------------------- | ---------- | -------------- | ---------------- | --------------------------------- | ------------------ |
| Aunat               | 11019      | Aunatois       | 10,62            | 55 (2014)                         | 5,2                |
| Belcaire            | 11028      | Belcairois     | 30,68            | 416 (2014)                        | 14                 |
| Belvis              | 11036      | Belvisois      | 23,61            | 160 (2014)                        | 6,8                |
| Belfort-sur-Rebenty | 11031      | Belfortois     | 5,24             | 37 (2014)                         | 7,1                |
| Camurac             | 11066      | Camuracois     | 11,61            | 107 (2014)                        | 9,2                |
| Campagna-de-Sault   | 11062      | Campagnois     | 10,40            | 18 (2014)                         | 1,7                |
| Comus               | 11096      | Comusiens      | 14,07            | 38 (2014)                         | 2,7                |
| Espezel             | 11130      | Espézelois     | 14,31            | 198 (2014)                        | 14                 |
| La Fajolle          | 11135      | Fajollois      | 15,79            | 10 (2014)                         | 0,63               |
| Fontanès-de-Sault   | 11147      | Fontanans      | 5,29             | 5 (2014)                          | 0,95               |
| Galinagues          | 11160      | Galinagois     | 4,14             | 24 (2014)                         | 5,8                |
| Joucou              | 11177      | Joucounais     | 6,44             | 35 (2014)                         | 5,4                |
| Mazuby              | 11229      | Mazubiens      | 8,96             | 25 (2014)                         | 2,8                |
| Mérial              | 11230      | Mérialais      | 17,19            | 30 (2014)                         | 1,7                |
| Niort-de-Sault      | 11265      | Niortais       | 22,11            | 18 (2014)                         | 0,81               |
| Rodome              | 11317      | Rodomois       | 11,77            | 132 (2014)                        | 11                 |
| Roquefeuil          | 11320      | Roquefeuillois | 22,38            | 283 (2014)                        | 13                 |